# Сяньтао
Сяньта́о (кит. упр. 仙桃, пиньинь Xiāntáo) — город субокружного уровня в провинции Хубэй КНР.

## История
В эпоху Вёсен и Осеней на этих землях находилось царство Юнь, впоследствии поглощённое царством Чу.
В эпоху Южных и Северных династий во времена южной империи Лян здесь был создан уезд Мяньян (沔阳县), названный так потому, что находился с северной стороны от реки Мяньшуй. Во времена империи Сун уезд был понижен в статусе, и стал посёлком в уезде Юйша (玉沙县) области Фучжоу (复州). После монгольского завоевания область Фучжоу в 1236 году была преобразована в Фучжоуский регион (复州路), власти которого разместились в уезде Юйша. В 1278 году Фучжоуский регион был преобразован в Мяньянскую управу (沔阳府).
После образования империи Мин Мяньянская управа была в 1376 году понижена в статусе, и стала Мяньянской областью (沔阳州), подчинённой напрямую властям провинции Хугуан; уезд Юйша был расформирован, а его земли перешли под непосредственное управление областных властей. В 1531 году Мяньянская область была понижена в статусе и подчинена Чэнтяньской управе (承天府). В 1621 году из состава области были выведены все уезды, и она стала «безуездной».
После маньчжурского завоевания область была в 1646 году подчинена Анлуской управе (安陆府); южная часть области при этом была выделена в уезд Вэньцюань (文泉县), но 30 лет спустя уезд был расформирован, а его земли возвращены в состав области. После Синьхайской революции в Китае была проведена реформа структуры административного деления, в ходе которой области были упразднены, и в 1912 году Мяньянская область была преобразована в уезд Мяньян.
После образования КНР в 1949 году был создан Специальный район Мяньян (沔阳专区), и уезд вошёл в его состав. В 1951 году Специальный район Мяньян был расформирован, и уезд был передан в состав Специального района Цзинчжоу (荆州专区). В 1952 году власти уезда переехали в посёлок Сяньтао. В 1970 году Специальный район Цзинчжоу был переименован в округ Цзинчжоу (荆州地区).
В 1986 году уезд Мяньян был расформирован, а вместо него был создан городской уезд Сяньтао.
В октябре 1994 году округ Цзинчжоу был преобразован в городской округ; городской уезд Сяньтао был при этом выведен из его состава и подчинён напрямую властям провинции Хубэй.

## Административное деление
Городской уезд делится на 3 уличных комитета и 15 посёлков.

## Транспорт
Находится на строящейся железнодорожной магистрали Шанхай — Ухань — Чэнду, на участке скоростной железной дороги Ухань — Ичан, которая пущена в эксплуатацию в 2012 году.